# 根岸森林公園
根岸森林公園（ねぎししんりんこうえん）は、神奈川県横浜市中区にある横浜競馬場跡地に造られた総合公園。

## 概要

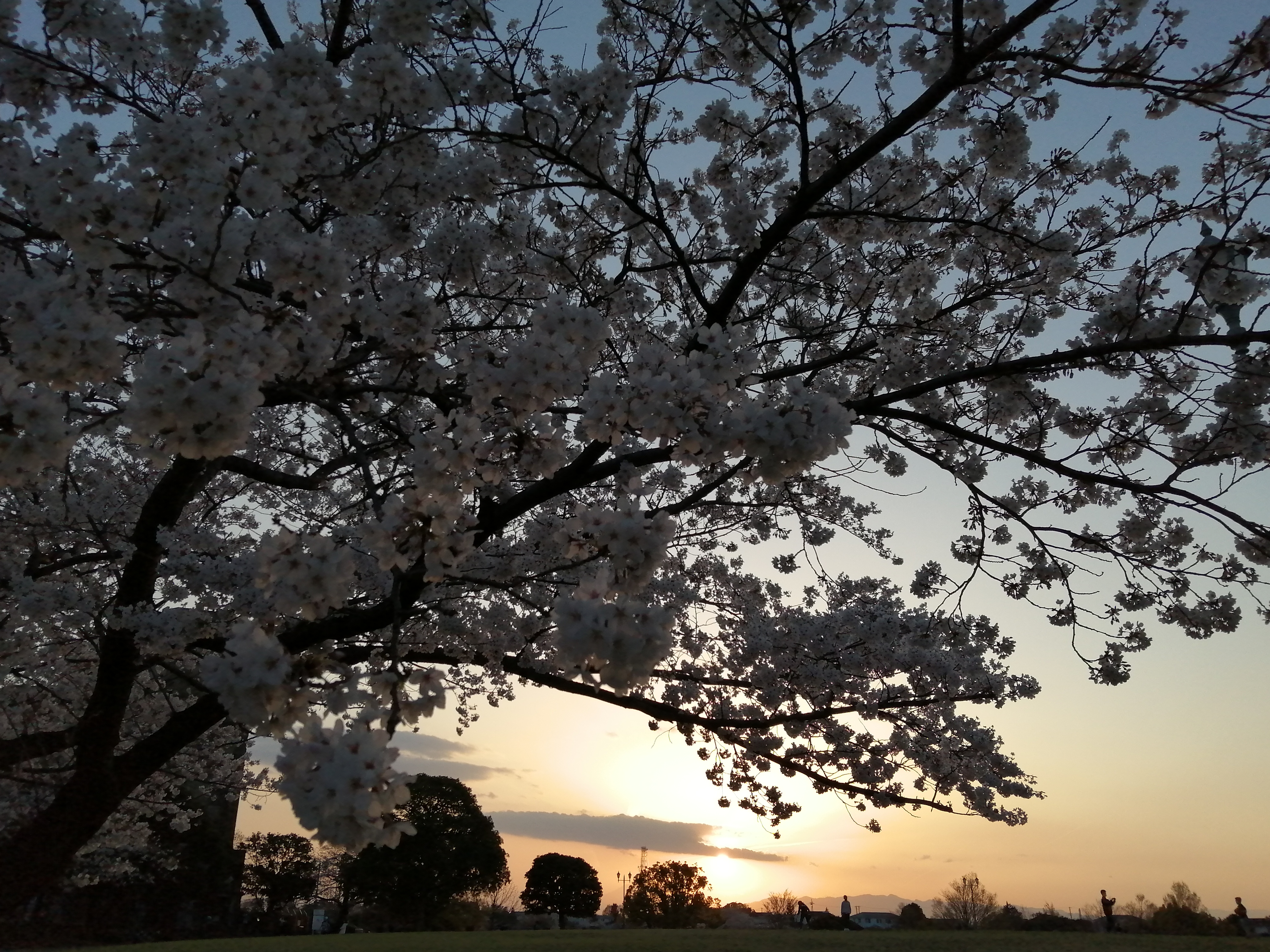
満開の桜を抜けドーナツ広場に沈む夕陽

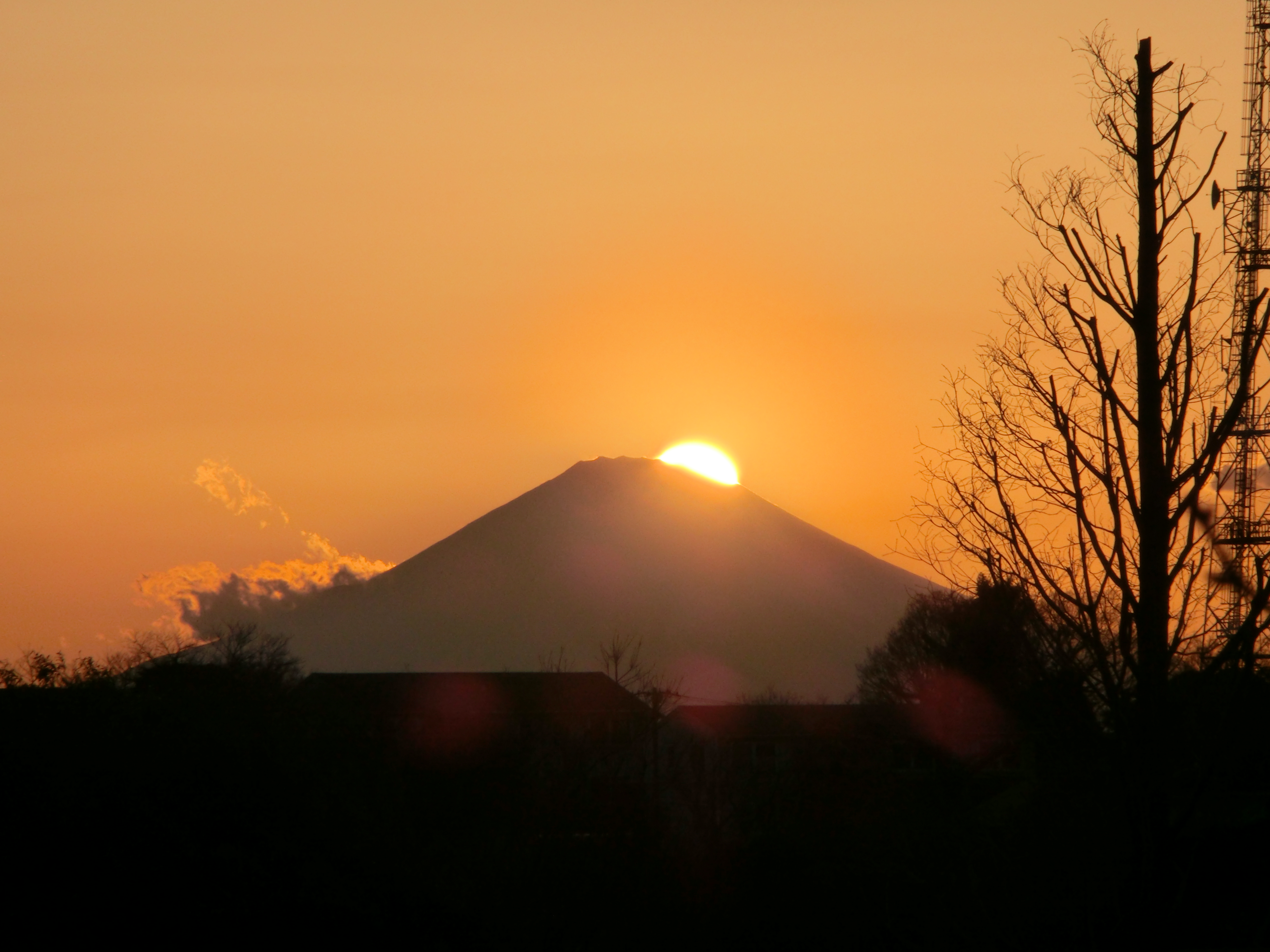
モーガン広場からのダイヤモンド富士

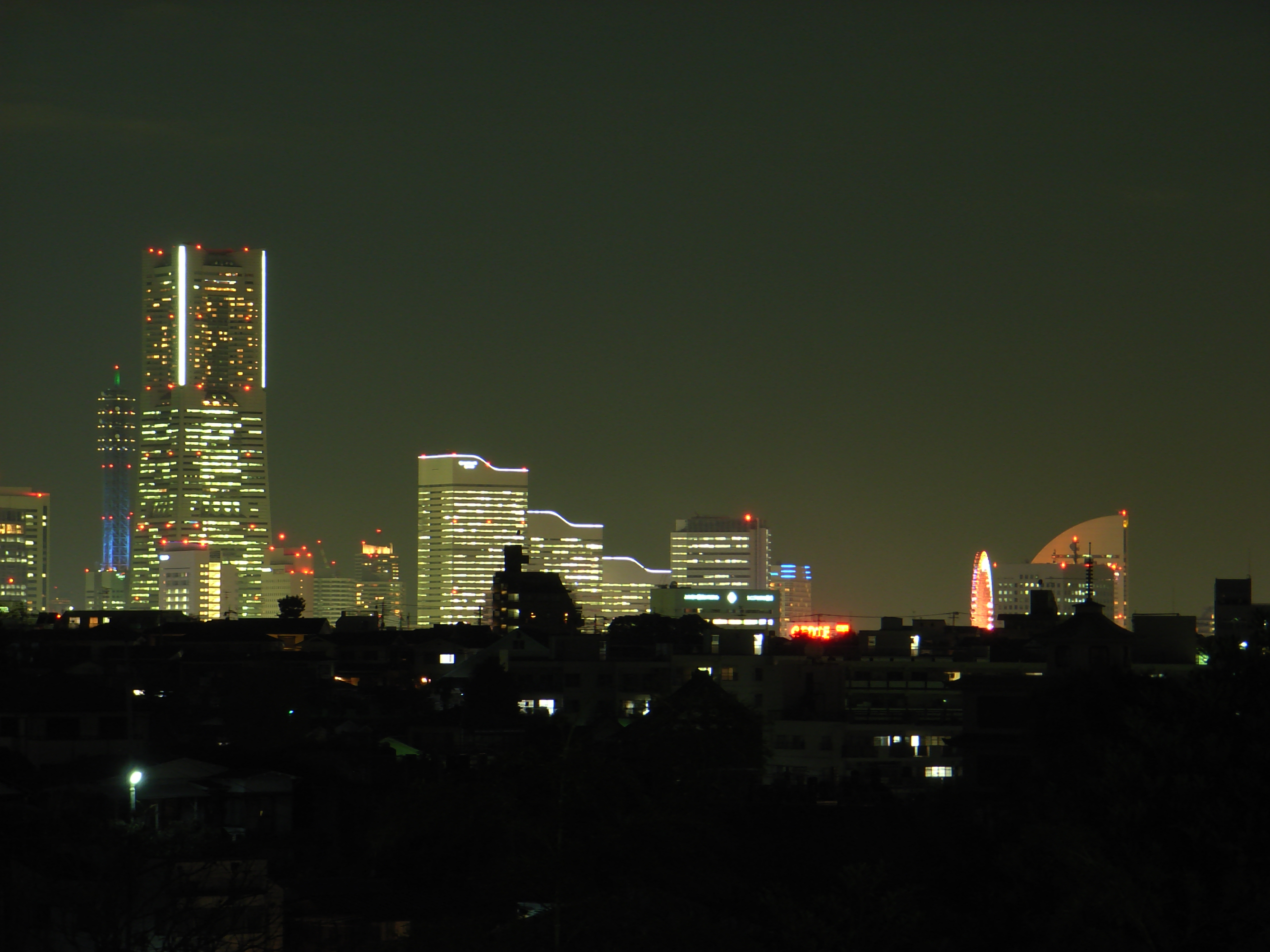
北方展望台からMM21夜景

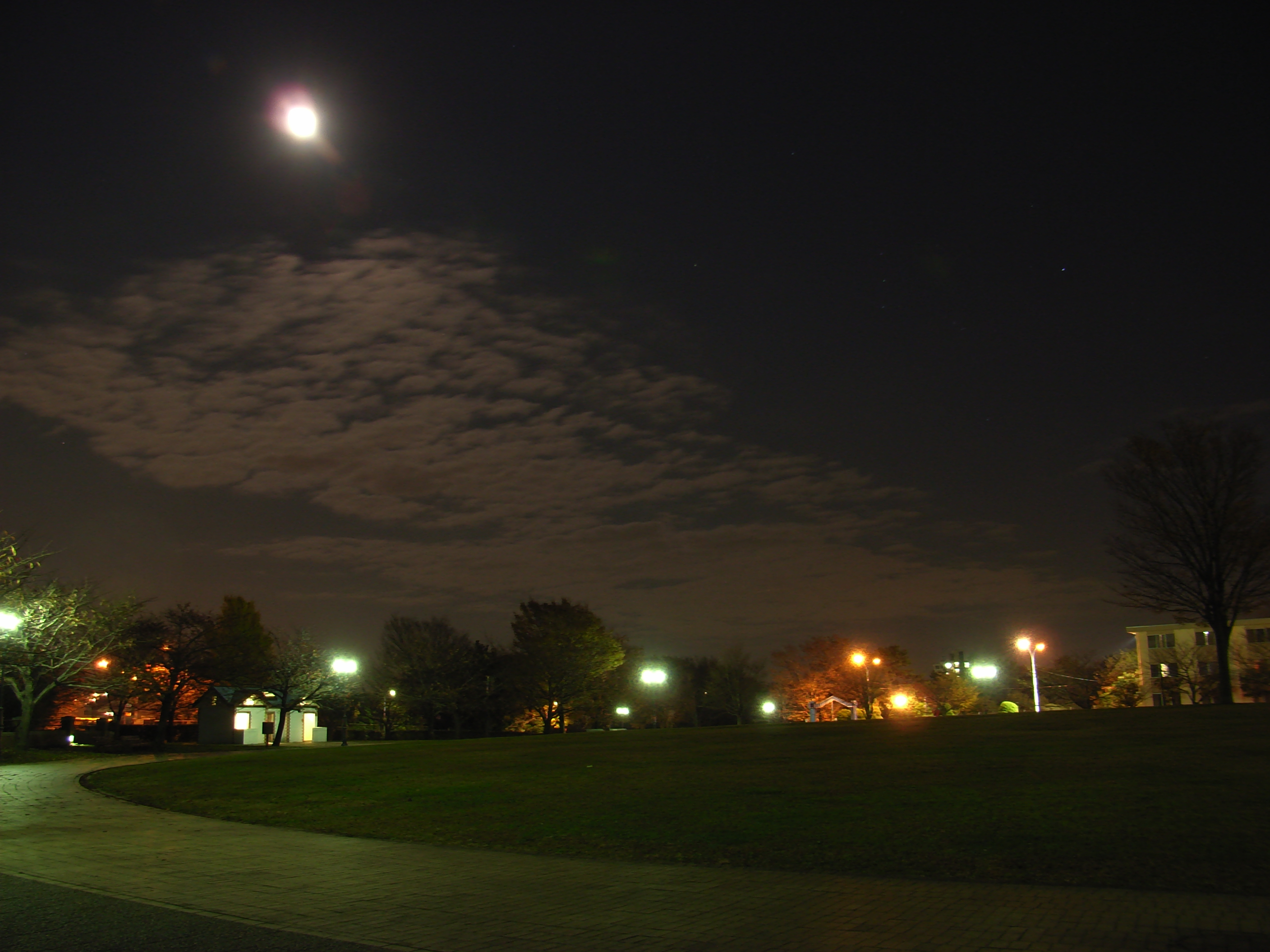
米軍施設隣接広場夜景

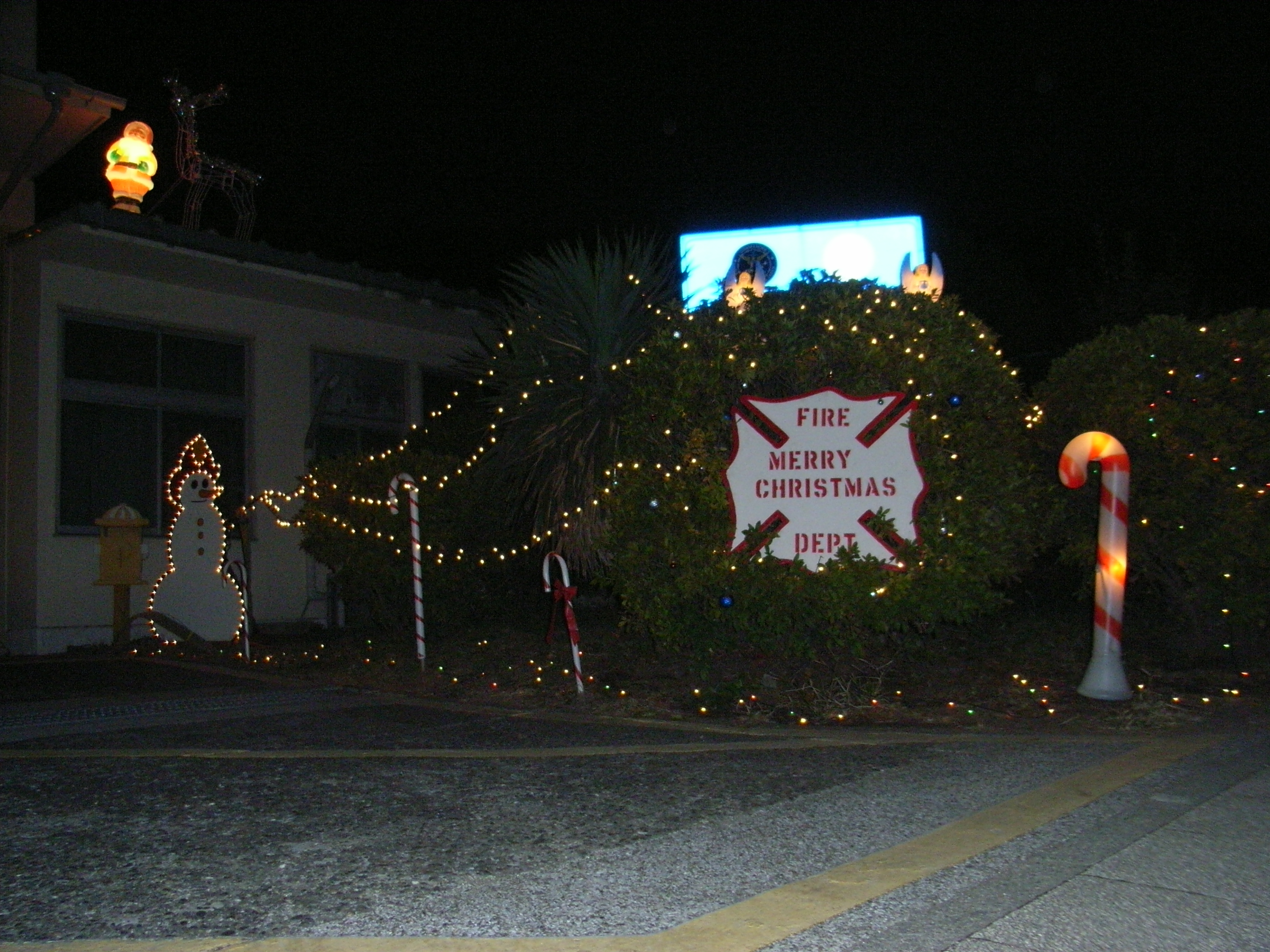
隣接米軍消防署Xmas飾付

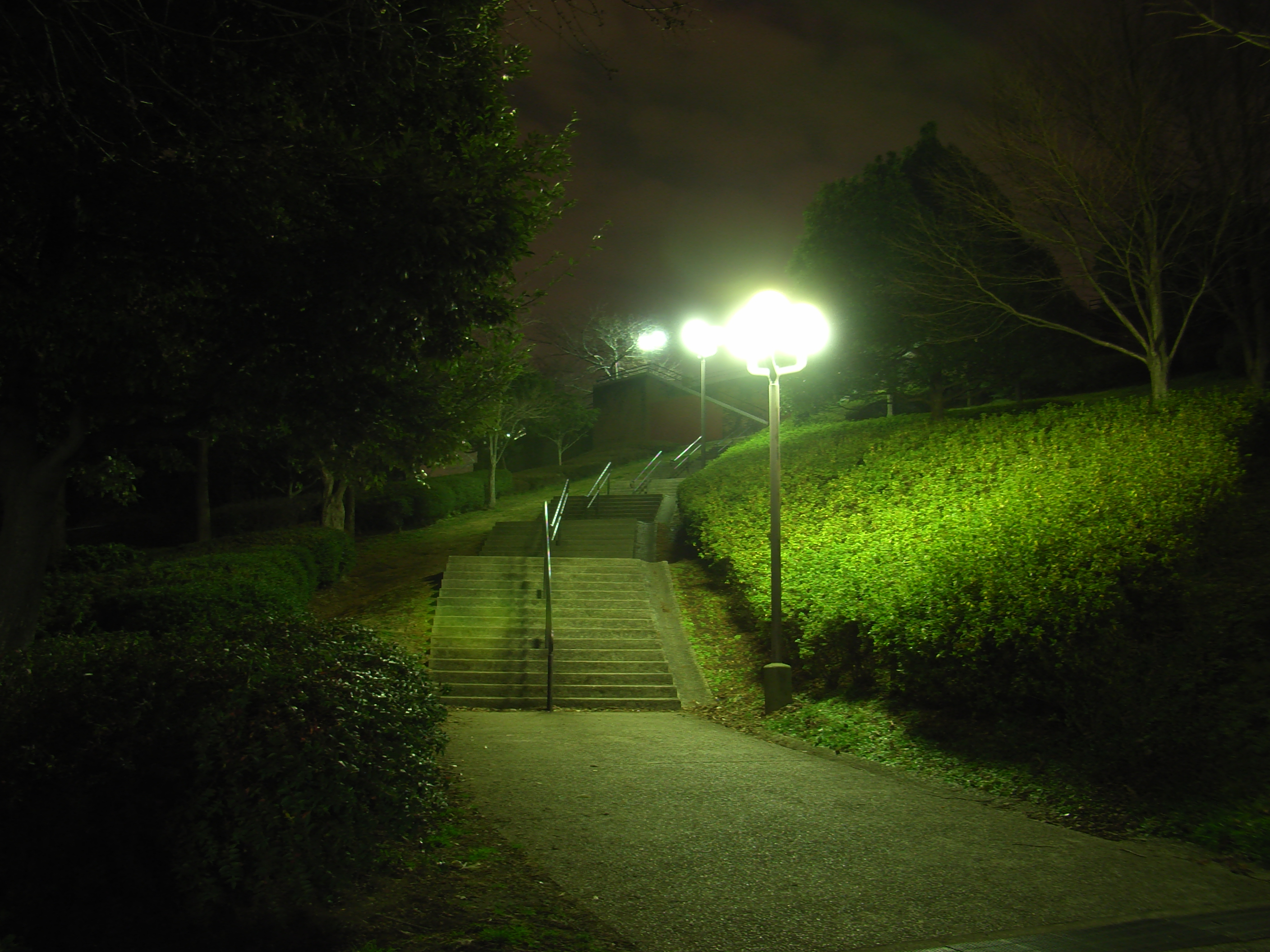
大平町入口から展望台への夜景

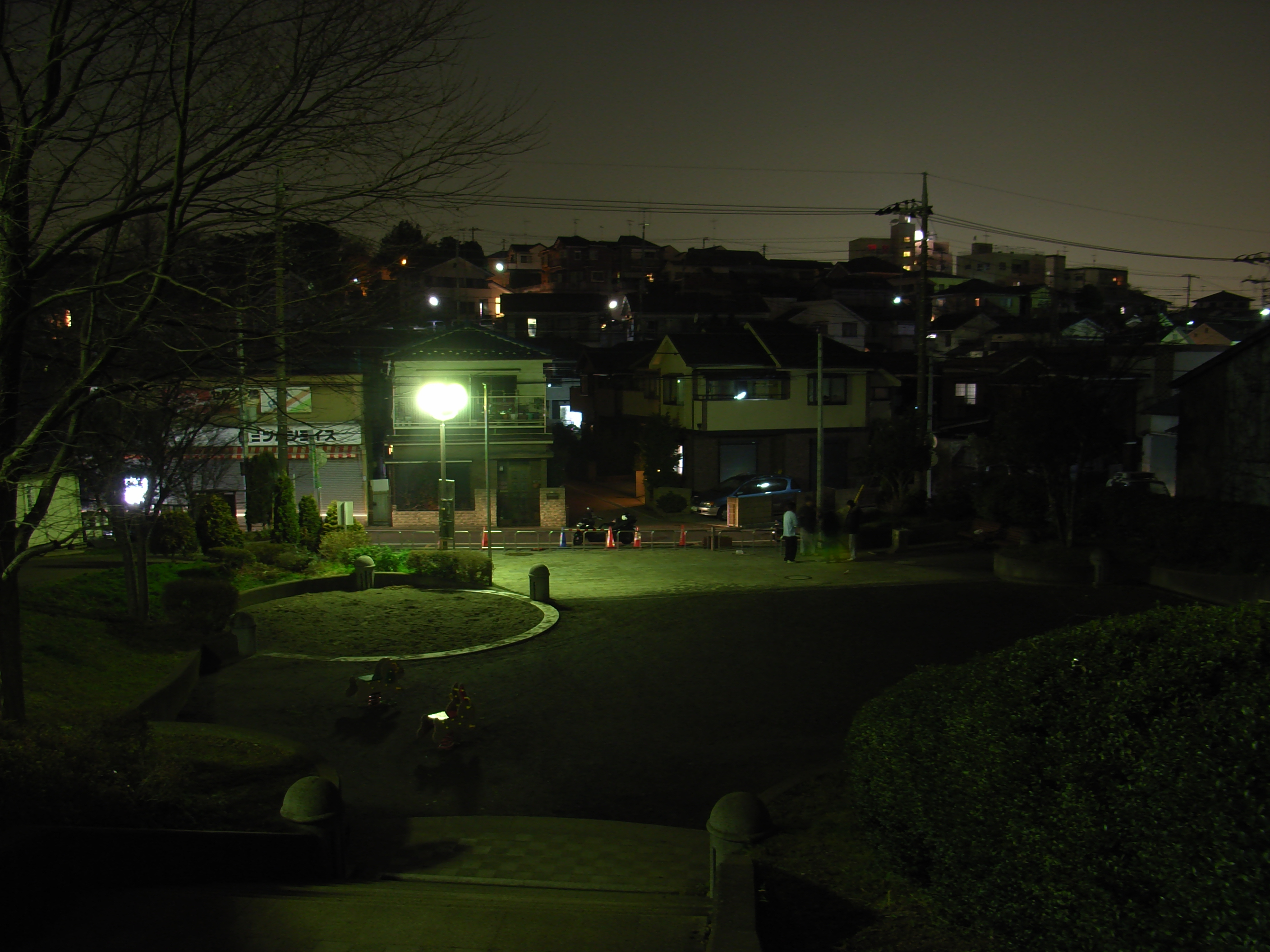
大平町入口

横浜競馬場（根岸競馬場）の跡地である。公園は根岸住宅地区の施設を挟んで馬場内エリアとスタンドエリアに分かれており、馬場内エリアには広大な芝生エリアが広がっている。根岸競馬記念公苑とも隣接しており、馬の博物館をはじめとして遊歩道や桜並木などが整備されている。特に桜は県内でも有数の見所となっており、花見シーズンには人出が多い。駐車場と売店もこちらに用意されている。
地元民には戦前からの呼称である「ケーバジョー」として親しまれているが、近隣に高層アパートなどが林立するようになった昨今は転入者も増加し「森林公園」と呼ばれることが多くなった。

## 旧一等馬見所
スタンドエリアには、現在でも横浜競馬場の遺構である旧一等馬見所が現存しており、立ち入りはできないものの、横浜競馬場の説明文などが整備されている。高台にあるため、みなとみらいや、晴れた日には富士山なども望むことができる。
鉄骨鉄筋コンクリート造。地上7階、地下1階。観覧席の収容人数は、4,500人（鉄骨の屋根は取り払われている）。施工は大倉土木株式会社（現・大成建設株式会社）
。
2009年（平成21年）2月に旧一等馬見所が経済産業省による近代化産業遺産の認定を受けているほか、2025年（令和7年）1月には横浜市認定歴史的建造物に認定された。

## 沿革
当地は1866年（慶応2年）に開設され、1867年（慶応3年）に日本初の洋式競馬が行われた横浜競馬場の跡地で、現在も残る「旧一等馬見所」は関東大震災後に建築家のJ・H・モーガンの設計で再建されたもの。戦前には「帝室御賞典（現：天皇賞）」や「横浜農林省賞典四歳呼馬（現：皐月賞）」などの大レースが行われるなど、日本における洋式競馬の黎明期を代表する競馬場で、各地に設立された競馬場のモデルともなった。

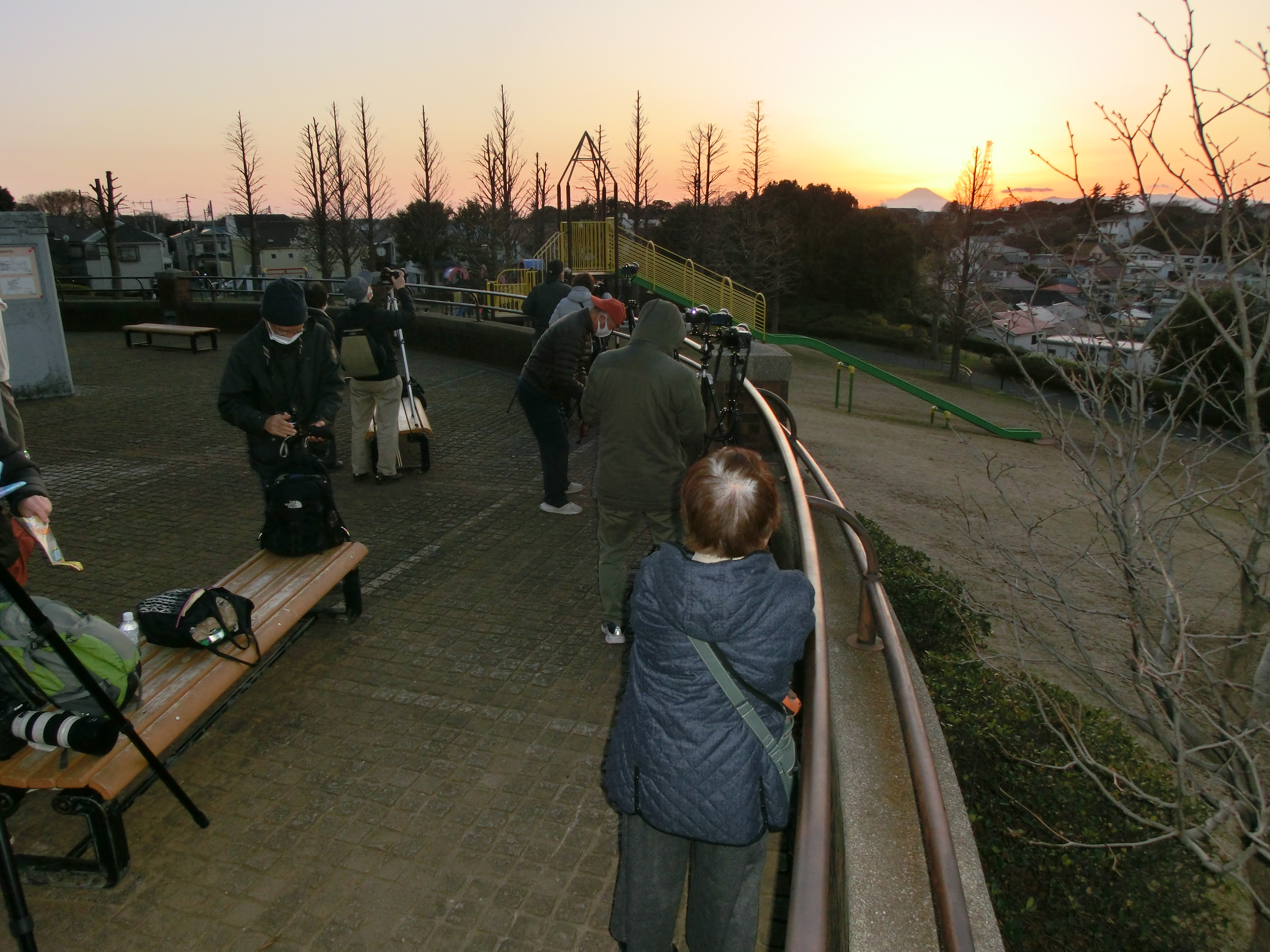
夕焼けに浮かぶ富士山

戦争が激化した1942年（昭和17年）に競馬の開催を中止。翌1943年（昭和18年）には海軍により接収され閉鎖。終戦後の1945年（昭和20年）9月、他の軍事施設と同様にアメリカ軍により接収され、1947年（昭和22年）からはアメリカ軍の管理下に置かれた。接収中、馬場内エリアは米軍専用のゴルフ場となっており、現在の芝生はその名残でもある。
1969年（昭和44年）に旧スタンドなど一部を除き接収が解除され、国有地となった敷地の大部分を横浜市が無償で借り受けて整備し、1977年（昭和52年）10月に根岸森林公園として開放された。あわせて、その他のエリアも1969年（昭和44年）より日本中央競馬会が整備を進め、1977年（昭和52年）に「根岸競馬記念公苑」として開設。馬の博物館もここに含まれる。
1982年（昭和57年）には旧スタンドも返還されるが、1988年（昭和63年）に二等馬見所と下見所（パドック）は解体された。残された「旧一等馬見所」の裏手にはモーガンの設計図や竣工当時の写真パネルが展示されている。
「根岸競馬場跡」の銘板は1994年（平成6年）3月に横浜市教育委員会文化財課と横浜国際観光協会が設置したものである。
2009年（平成21年）2月に旧一等馬見所が経済産業省による近代化産業遺産の認定を受ける（近代化産業遺産群 続33の19）。
2025年（令和7年）1月22日、横浜市都市整備局都市デザイン室は、一等馬見所について「旧根岸競馬場一等馬見所」の名称で横浜市認定歴史的建造物に認定したことを発表した。

## 根岸競馬記念公苑内の施設
- 馬の博物館 - 管理・運営は公益財団法人 馬事文化財団が行っている。
- ポニーセンター

## 周辺
- 根岸住宅地区
- 根岸共同墓地

## 所在地・アクセス
神奈川県横浜市中区根岸台1-3
- JR根岸線　山手駅から徒歩10分。
- 横浜市営バス
  - 横浜駅から：103系統（旭台・本牧車庫行き）旭台バス停下車すぐ
  - 桜木町駅から：21系統（市電保存館行き）旭台バス停下車すぐ
  - 根岸駅から：103系統・366系統（横浜駅行き）・21系統（桜木町駅行き）旭台バス停下車すぐ
  - 施設に近いバス停：馬の博物館→滝の上。 旧一等馬見所→山元町4丁目。
- 駐車場：200台分（有料）